# Koningin Kubaba
Koningin Kubaba (2411 v.Chr. - 2381 v.Chr.?) van Kisj was een vrouw van erg eenvoudige komaf, die het klaarspeelde Sumer te herenigen na een tamelijk warrige tijd. Later zouden er veel verhalen over haar geschreven worden.
Zij is ook de eerste, en de enige Soemerische vrouwelijke alleenheerseres, en mogelijk zelfs ter wereld, als Merneith van Egypte slechts een regente was.